# Kappan

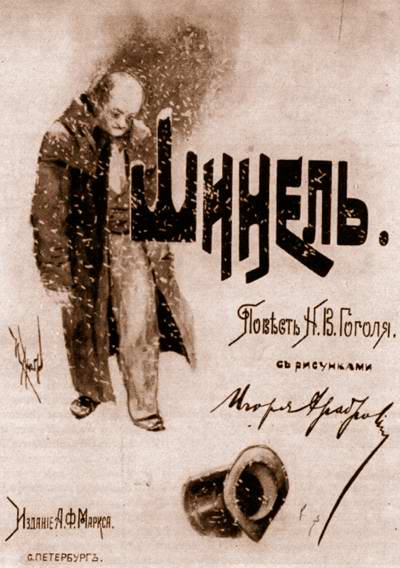
Omslag av Igor Grabar, från 1890-talet.

"Kappan" eller "Överrocken" (diakritiskt tecknad ryska: Шине́ль, Sjinjél’) är en novell från 1842 av den ryske författaren Nikolaj Gogol. Den handlar om en tjänsteman i Sankt Petersburg som köper en ny ytterrock. Novellen hade stort inflytande på den efterföljande ryska författargenerationen och rysk litteratur i allmänhet. Författaren Fjodor Dostojevskij sade: "Vi har alla krupit fram ur Gogols kappa". Den första svenska utgåvan publicerades 1889 i antologin Berättelser, i översättning av Karl Erik Peterson.

## Sammanfattning
Alfred Jensen gjorde följande sammanfattning av novellen i Ryska skaldeporträtt (1898):
Titulärrådet Akaki Akakjevitj är en tjinovnik som med 400 rubel i årlig lön för en ytterst knapp tillvaro. Hans enda ärelystnad består i att få en ny kappa, emedan hans gamla är utsliten och ej längre tål vid den minsta lagning, för att ej alldeles falla i trasor. Efter långvarigt sparande ser han sig slutligen i stånd att beställa det efterlängtade plagget. Det hälsas med jubel av kollegerna i kansliet, men som dess lycklige ägare ej har råd att bjuda över lag med anledning av denna högtidliga tilldragelse, är en av hans förmän nog vänlig att inbjuda honom till te och champagne. På hemvägen från den sällsynta festen blir han i den mörka natten på en avlägsen gata överfallen av två vagabonder, som plundrar honom på hans nya kappa och övriga tillhörigheter, och den stackars tjinovniken kommer förkrossad och utblottad hem till sitt torftiga kyffe. Dagen därpå anmäler han visserligen rånet för polisen, men avstår från all vidare talan, då han försmädligt tillfrågas, varför han varit ute så sent på en så tvetydig gata. Och då han försöker att få bemedling av en inflytelserik general, blir han skymfad och körd på dörren, därför att han vågat "yttra sig förklenande" om polismyndigheten och den allmänna ordningen. Hans kamrater skulle visserligen vilja hjälpa honom att ersätta förlusten genom en insamling, men det stannar vid de vackra orden, enär de för tillfället ej har råd till extra utgifter — de har nämligen just nu tecknat sig för inköp av byråchefens porträtt samt för ett stort arbete, som en vän till chefen nyligen publicerat. Akaki, som förkylt sig den ödesdigra natten, faller i svår feber och repar sig aldrig mer. Doktorn, som besöker den sjuke en enda gång, ordinerar kort och gott om — en likkista av furu, eftersom ek är för dyrbart träslag, och vid bouppteckningen befinns den avlidnes kvarlåtenskap bestå av en bunt gåspennor, ett häfte skrivpapper, tre par strumpor, några byxknappar och en omgång slitna kläder.
"Och så försvann ett mänskligt väsen, som haft varken vänner eller beskyddare; som ej ingivit någon ett verkligt hjärtligt deltagande eller ens väckt naturforskarnas vetgirighet, de som eljest är så nitiska att spetsa en sällsynt insekt på en nål för mikroskopisk undersökning. Det stora Petersburg levde på sitt gamla sätt, och då man några dagar senare frågade efter honom i poliskammaren, fick man veta, att han blivit nedmyllad på en kyrkogård. I hans ställe satt vid pulpeten en robustare natur, som ej gjorde sig så stor möda att utarbeta vackra avskrifter."
Men den enkla, gripande berättelsen är ej slut med denna bittra reflexion, som för första gången blottade det intiga, själsdödande skrivardömets ömkliga proletariat i Petersburg. Gogols åt det övernaturliga och mystiska benägna fantasi tog redan i denna realism ut sin rätt, och i berättelsens hemlighetsfulla och sagolika upplösning röjde författaren sin andliga frändskap med Pusjkin, Dostojevskij, Nekrasov, Turgenjev och till och med Lev Tolstoj, vilka med all sin verklighetstrohet och realistiska skarpblick mer eller mindre lutat åt mystiken.

I slutet av "Kappan" skildrar Gogol nämligen — och detta med en illusorisk styrka, som kommer läsaren att glömma osannolikheten och omöjligheten, hur en vålnad nattetid smyger omkring i närheten av Katinkabron och rycker kapporna av alla förbigående, så att "många titulär- och verkliga statsråd ådrog sig en allvarsam förkylning". Äntligen lyckas en nattväktare fånga den hemlighetsfulla tjuven och tillkalla två poliskonstaplar; men då fången bjuder dem på snus, börja de nysa så förtvivlat, att han sliter sig lös och kommer undan. Efter den betan fick nattväktarna så stor respekt för alla mystiska nattvandrare, att de icke ens vågade antasta dem, som uppenbart dock var riktigt levande. En afton vill den general, hos vilken salig Akaki klagat, efter vanligheten besöka sin väninna Karolina Bengel. Omsorgsfullt insvept i sin präktiga kappa, känner han plötsligt en hand på sin strupe och hör, hur Akaki hotfullt fordrar hans kappa. Generalen blir så förfärad, att han genast lyder och befaller kusken att vända om hem, där hans trogna maka och tre fullvuxna barn med kyssar på handen hälsar honom välkommen. Från den dagen var spöket försvunnet och lämnade alla kappor i fred.